# Tomás Breton y Hernandez
Tomás Bretón y Hernández (Salamanca, 1850. december 29. – Madrid, 1923. december 2.) spanyol zeneszerző. A madridi operaház karmestere, 1901-től a konzervatórium igazgatója volt.

## Művei
Számos spanyol jellegű műve között főleg a zarzuelák (népies daljátékok) tették népszerűvé, ilyenek: La Dolores (1895), La Verbena de la Paloma (1897), El Caballo del Senorito (1901). Operái: Los Amantes de Teruel (1889), Garin Raquel Farinelli nagy sikert arattak. Egyéb fő művei: Apocalypsia oratórium (1882) Escenas Andaluzas zenekari munka.